# Ivar Kants
Ivar Kants (Adelaida, 19 de julio de 1949) es un actor australiano, más conocido por haber interpretado a Roberto Bordino en la serie Heartbreak High.

## Biografía
Sus padres son originarios de Letonia pero emigraron a Australia antes de que Ivar naciera.
Se graduó de la prestigiosa escuela australiana National Institute of Dramatic Art "NIDA" en 1970 con un grado en actuación.
En 1970 Ivar se casó con Jenny Kants con quien tiene cuatro hijos, uno de ellos es la actriz Sarah Kants.

## Carrera
En 1986 prestó su voz para el personaje del mosquetero D'Artagnan en la película de animación The Three Musketeers.
En 1988 interpretó a Von Schau en el episodio "The Legacy" de la serie Mission: Impossible, un año después interpretó al padre Thomas Vallis durante el episodio "Command Performance".
En 1993 apareció como invitado en varios episodios de la popular serie australiana Neighbours donde interpretó a David "Dave" Gottlieb, el padre de Stephen, Mark y Serendipity Gottlieb, hasta 1994.
Ese mismo año apareció en la serie A Country Practice donde interpretó a Jonathan Fletcher en dos episodios, anteriormente había aparecido en la serie por primera vez en 1982 donde interpretó a Tom Hartley en los episodio "Hear No Evil: Part 1 & 2" y más tarde apareció nuevamente en la serie en 1988 ahora interpretando a Ron Greenway en los episodios "Love Hurts: Part 1 & 2".
En 1994 se unió al elenco recurrente de la serie Heartbreak High donde interpretó a Roberto Bordino, el padre de Costa "Con" Bordino (Salvatore Coco), esposo de Helen Bordino (Barbara Gouskos) y tío de Nick Poulos (Alex Dimitriades) hasta 1997.
Ese mismo año interpretó a Terry Kennedy durante el episodio "Reunion" de la serie policíaca Blue Heelers, más tarde apareció nuevamente en la serie interpretando a Simon Curtis en dos episodios del 2002. Ese mismo año apareció en la exitosa serie de ciencia ficción Farscape donde interpretó a Gaashah.
En el 2001 apareció en varios episodios de la serie médica All Saints donde interpretó al doctor Richard Bird. Ese mismo año interpretó a Slythius en la serie BeastMaster hasta el 2002, anteriormente había aparecido por primera vez en la serie en el 2000 donde interpretó a Ramah durante el episodio "The Guardian". 
En el 2004 se unió al elenco recurrente de la popular y exitosa serie australiana Home and Away donde interpretó a Barry Hyde, el padre de Kim Hyde hasta el 2006, después de que su personaje decidiera irse de la bahía y mudarse a la ciudad.

## Filmografía

### Series de Televisión
| Año         | Serie               | Personaje         | Notas                             |
| ----------- | ------------------- | ----------------- | --------------------------------- |
| 2004 - 2006 | Home and Away       | Barry Hyde        | 44 episodios                      |
| 2002        | Blue Heelers        | Simon Curtis      | 2 episodios                       |
| 2002        | Farscape            | Gaashah           | episodio "A Prefect Murder"       |
| 2002        | The Lost World      | Warbek            | episodio "Heart of the Storm"     |
| 2001 - 2002 | BeastMaster         | Slythius          | 8 episodios                       |
| 2001        | All Saints          | Dr. Richard Bird  | 4 episodios                       |
| 1999        | Water Rats          | Geoff Cooper      | episodio "Dangerous Encounters"   |
| 1998        | Murder Call         | Hugo Riccadelli   | episodio "Blowing the Whistle"    |
| 1994 - 1997 | Heartbreak High     | Roberto Bordino   | 68 episodios                      |
| 1993 - 1994 | Neighbours          | Dave Gottlieb     | 18 episodios                      |
| 1994        | Escape from Jupiter | Karl              | miniserie                         |
| 1993        | G.P.                | Morris Stevens    | episodio "Drowning Not Waving"    |
| 1993        | A Country Practice  | Jonathan Fletcher | 2 episodios                       |
| 1989        | Mission: Impossible | Thomas Vallis     | episodio "Command Performance"    |
| 1987        | The Flying Doctors  | Tony Symonds      | 4 episodios                       |
| 1986        | Prime Time          | -                 | -                                 |
| 1985        | Special Squad       | -                 | episodio "Business as Usual"      |
| 1981        | Bellamy             | Ogden             | episodio "The Bank You Can Trust" |
| 1981        | Menotti             | Padre Menotti     | -                                 |
| 1979        | Chopper Squad       | James             | episodio "The Big Trip"           |
| 1979        | Doctor Down Under   | Doctor Bailey     | episodio "The Name of the Game"   |
| 1978        | Glenview High       | Roger             | 2 episodios                       |
| 1977        | The Restless Years  | Ken Garrett       | -                                 |
| 1977        | Bluey               | Roger Stevens     | episodio "Lonely Ordeal"          |
| 1976        | The Outsiders       | Franz Benson      | episodio "Change of Image"        |
| 1976        | Homicide            | Luke              | episodio "The Leader of the Pack" |
| 1975        | Shannon's Mob       | Tarovic           | episodio "Without Incident"       |
| 1973        | Certain Women       | Michael Fraser    | -                                 |

### Películas
| Año  | Título                            | Personaje                 | Notas                                                                                                |
| ---- | --------------------------------- | ------------------------- | --- |
| 2002 | Counterstrike                     | Miembro de la Tripulación | junto a Rob Estes, Joe Lando, Rachel Blakely, Steve Bastoni, Natalie Bassingthwaighte & Sandy Winton |
| 1993 | Buris                             | Edmuds Berzs              | - |
| 1993 | You and Me and Uncle Bob          | -                         | junto a Brooke Anderson, David Kaff, Martin Vaughan & Melissa Jaffer                                 |
| 1989 | Cassidy                           | Seger                     | junto a Bill Hunter, Caroline Goodall, Martin Shaw, Philip Quast & Tracy Mann                        |
| 1987 | The Edge of Power                 | Peter Mueller             | junto a Sheree Da Costa, Henri Szeps & John Orcsik                                                   |
| 1987 | Twelfth Night                     | Orsino                    | junto a Gillian Jones, John Wood, Peter Cummins, Kerry Walker & Geoffrey Rush                        |
| 1987 | Gallagher's Travels               | Gallagher                 | junto a Joanne Samuel, Stuart Campbell & Francis Yin                                                 |
| 1986 | Jenny Kiss Me                     | Lindsay Fenton            | junto a Paula Duncan & Deborra-Lee Furness                                                           |
| 1986 | The Three Musketeers              | D'Artagnan                | junto a Kate Fitzpatrick, Noel Ferrier, Tina Bursill & Anna Volska                                   |
| 1985 | The Naked Country                 | Sgt. Neil Adams           | junto a John Stanton, Rebecca Gilling, John Jarratt & Tommy Lewis                                    |
| 1984 | Silver City                       | Julian                    | junto a Steve Bisley, Debra Lawrance & Silvio Ofria                                                  |
| 1984 | The Secret Discovery of Australia | Mendonca                  | junto a Danny Adcock, Barry Otto, John Stone & William Zappa                                         |
| 1983 | Moving Out                        | Mr. Clarke                | junto a Vince Colosimo, Maurice Devincentis, Tibor Gyapjas & Sally Cooper                            |
| 1982 | Runaway Island                    | Hendrik                   | junto a Simone Buchanan, Miles Buchanan, Cornelia Frances, Ron Haddrick & Kate Fitzpatrick           |
| 1982 | Brothers                          | Kevin Wild                | junto a Chard Hayward, Margaret Laurence & Jennifer Cluff                                            |
| 1979 | The Plumber                       | Max                       | junto a Judy Morris, Robert Coleby, Candy Raymond & Henri Szeps                                      |
| 1979 | Dawn!                             | Len                       | junto a Ron Haddrick, Bunney Brooke, Tom Richards & John Diedrich                                    |
| 1978 | Puzzle                            | Detective Gilbert         | junto a James Franciscus, Wendy Hughes, Robert Helpmann, Gerard Kennedy & Tony Barry                 |
| 1977 | Barnaby and Me                    | Boris                     | junto a Sid Caesar, Juliet Mills, Sally Boyden & Bruce Spence                                        |
| 1976 | The Understudy                    | -                         | junto a Don Barkham, Robin Bowering & Jeanie Drynan                                                  |

### Teatro
| Año            | Obra                                 | Personaje | Director (a)     | Teatro                | Notas                                                                  |
| -------------- | ------------------------------------ | --------- | ---------------- | --------------------- | ---------------------------------------------------------------------- |
| 2008           | The Good German                      | Karl      | -                | -                     | junto a Mark Lee, Frank Van Putten & Linden Wilkinson                  |
| 2000           | A Midsummer Night's Dream            | -         | Elke Neidhardt   | His Majesty's Theatre | junto a Jeanette Cronin, Marta Dusseldorp & Kristian Schmid            |
| 1997           | The Winter's Tale                    | -         | Adam Cook        | Athenaeum Theatre     | junto a Ron Haddrick, Brendan Markey & Deidre Rubenstein               |
| 1996           | Much Ado About Nothing               | -         | John Bell        | Canberra Theatre      | junto a John Adam, Craig Ilott & Anna Volska                           |
| 1996           | A Midsummer Night's Dream            | -         | -                | Figtree Theatre       | junto a Susie Lindeman, Amelia Longhurst & Greta Scacchi               |
| 1992           | Other People's Money                 | -         | Sandra Bates     | Ensemble Theatre      | junto a Roy Billing, Julie Herbert & Colin Taylor                      |
| 1992           | On Golden Pond                       | -         | John Noble       | Marian St. Theatre    | junto a Tina Bursill, Steven Grives, Ron Haddrick & June Salter        |
| 1991           | Marina: Journey to the End           | -         | Dacha Blahova    | -                     | junto a Geoffrey Cartwright, Steve Coupe, Jocelyn Rosen & Sue Wallace  |
| 1990           | Moby Dick                            | -         | Rodney Fisher    | Marian St. Theatre    | junto a Bob Baines, Peter Lamb, John Stanton & Paul Sugars             |
| 1988           | Manning Clark's History of Australia | -         | John Bell        | Princess Theatre      | junto a Tina Bursill, Bob Hornery, Helen Noonan & Ross Williams        |
| 1986           | She Stoops To Conquer                | -         | Michael Rodger   | York Theatre          | junto a Simon Burke, Ron Graham, Barry Lovett & Deidre Rubenstein      |
| 1986           | Wild Honey                           | -         | Richard Cottrell | York Theatre          | junto a Liz Alexander, Ron Graham & Barry Lovett                       |
| 1982           | The Circle                           | -         | Peter Williams   | Theatre Royal         | junto a Gordon McDougall, Angela Punch McGregor & Googie Withers       |
| 1981           | Tales from The Vienna Woods          | -         | Aubrey Mellor    | -                     | junto a Robert Alexander, Brandon Burke, Geneviève Picot & Anna Volska |
| 1977,1979,1980 | The Club                             | -         | John Bell        | Old Vic Theatre       | junto a Drew Forsythe, Ron Graham, Ron Haddrick & Barry Lovett         |
| 1978           | Widowers' Houses                     | -         | George Ogilvie   | Parade Theatre        | junto a Anne Byron, Peter Collingwood, Norman Kaye & John Stone        |
| 1978           | King Lear                            | -         | Alan Edwards     | SGIO Theatre          | junto a Warwick Comber, Ingrid Mason & Geoffrey Rush                   |
| 1975, 1977     | Much Ado About Nothing               | -         | John Bell        | -                     | junto a Peter Carroll, Deborah Kennedy & Gordon McDougall              |
| 1976           | Mourning Becomes Electra             | -         | Edward P. Call   | Drama Theatre         | junto a Jennifer Claire, Ron Haddrick, Robyn Nevin & Patrick Ward      |
| 1976           | All Good Men                         | -         | Max Iffland      | Stables Theatre       | junto a Judith Fisher, Drew Forsythe & Gordon McDougall                |
| 1976           | The Recruiting Officer               | -         | Kenneth Horler   | Nimrod Theatre        | junto a Peter Carroll, Barry Otto, Lynette Curran & Max Cullen         |
| 1975           | The Revenger's Tragedy               | -         | Richard Cottrell | -                     | junto a Dennis Olsen, Philip Quast, Henry Salter & Jennifer West       |
| 1974           | Hotel Paradiso                       | -         | George Whaley    | Parade Theatre        | junto a Ralph Cotterill, Ronald Falk, Norman Kaye & Angela Punch       |
| 1974           | Three Men on a Horse                 | -         | Ted Craig        | Drama Theatre         | junto a Craig Ashley, Norman Kaye, Ingrid Mason & Barbara Wyndon       |
| 1974           | Ruzzante Returns from the Wars       | -         | Ted Craig        | Parade Theatre        | junto a Patricia Hill                                                  |
| 1972           | The Ruling Class                     | -         | Joe MacColum     | SGIO Theatre          | junto a Olivia Brown, Frank Gallacher, Roger Newcombe & Geoffrey Rush  |
| 1972           | Twelfth Night                        | -         | Alan Edwards     | SGIO Theatre          | junto a Carol Burns, Grant Dodwell, Frank Gallacher & Geoffrey Rush    |
| 1971           | The Legend of King O'Malley          | -         | Joe MacColum     | SGIO Theatre          | junto a Carol Burns, Frank Gallacher, Geraldine Turner & Alan Wylie    |
| 1971           | The Wind in the Sassafras Trees      | -         | Joe MacColum     | SGIO Theatre          | junto a Frank Gallacher, Geraldine Turner & Alan Wylie                 |
| 1970           | Blood Wedding                        | -         | John Clark       | Old Tote Theatre      | junto a Ernest Gray, Wendy Hughes, Wayne Poulton & Susan Wylie         |
| 1968, 1970     | A Midsummer Night's Dream            | -         | John Bell        | Old Tote Theatre      | junto a Ernest Gray, Wendy Hughes, Wayne Poulton & Carole Yelland      |

## Premios y nominaciones
| Año  | Categoría                 | Premio    | Película    | Resultado |
| ---- | ------------------------- | --------- | ----------- | --------- |
| 1984 | Best Actor in a Lead Role | AFI Award | Silver City | Nominado  |